# Rebouchage

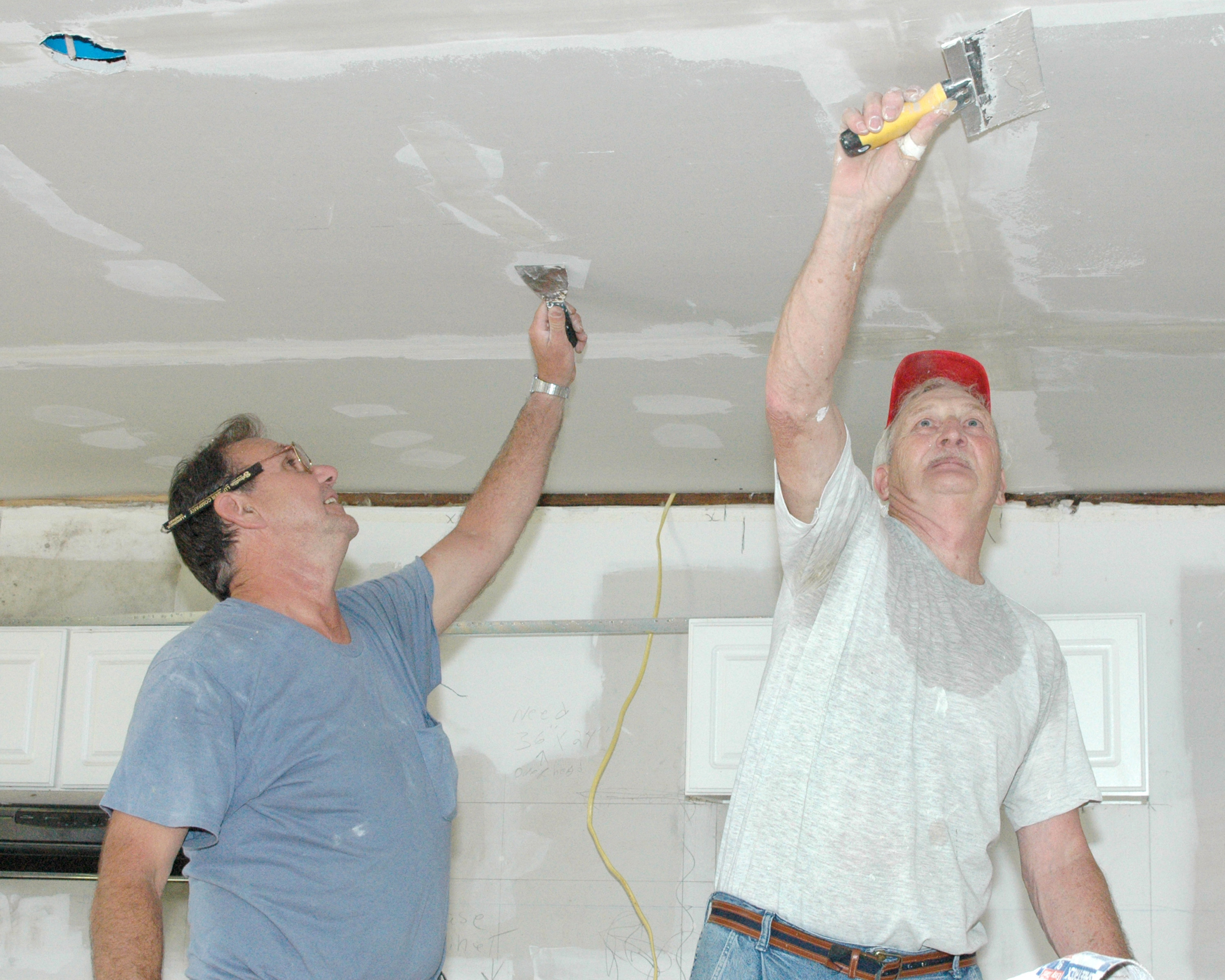
Rebouchages au plafond d'une maison endommagée par l'ouragan Katrina.

Dans le bâtiment, le rebouchage est l'opération qui consiste à boucher à la surface des murs, les trous, les fissures et à réparer les défauts de planéité, etc., notamment avant la mise en  peinture. Le rebouchage fait usage d'enduits de rebouchage.
Il existe plusieurs techniques et plusieurs matériaux permettant d'effectuer le rebouchage en fonction du support, de la surface à reboucher, mais aussi du niveau de finition nécessaire.
On utilisera de préférence le terme de ragréage pour l'opération consistant à mettre un enduit de finition sur l'ensemble d'une surface maçonnée neuve ou restaurée, le rebouchage étant plutôt réservé aux opérations sur des enduits anciens dégradés.
Le rebouchage est généralement suivi d'un ponçage, puis d'un lissage.